# مارسيلوس الثاني
البابا مارسيلوس الثاني (باللاتينية: Marcellus II) ـ ولد باسم مارسيللو سيرفيني ديللي سبانوكي (6 مايو 1501 ـ 1 مايو 1555) ـ هو بابا الكنيسة الكاثوليكية ـ خلفًا للبابا يوليوس الثالث ـ من 9 أبريل 1555 إلى 1 مايو من نفس العام.
كان البابا مارسيلوس الثاني ـ قبل انتخابه للبابوية ـ يشغل كاردينالًا لكاتدرائية «الصليب المقدس في أورشليم» (بالإيطالية: Basilica di Santa Croce in Gerusalemme) بمدينة روما، وهي واحدة من كنائس الحج السبع في روما، ويعرف البابا مارسيلوس الثاني بأنه آخر بابا اختار أن يحتفظ باسمه العلماني ويحمله كما هو أثناء حبريته.